# Conte delle Orcadi

Contea delle Orcadi

Il titolo di Conte delle Orcadi (Jarl av Orknøyene) era in origine attribuito agli Jarl Norvegesi che governavano le Isole Orcadi, le Isole Shetland e parte del Caithness e del Sutherland. I conti erano periodicamente assoggettati ai Re di Norvegia per quel che concerneva le Northern Isles e più tardi anche ai Re di Alba per quelle porzioni del loro territorio che si trovavano sulla terraferma e in territorio scozzese. Lo stato dei conti quali vassalli dei re di Norvegia venne formalizzato nel 1195.
Nel 1232 una dinastia scozzese discendente dai Mormaer di Angus rimpiazzò la precedente che discendeva invece da quelli di Atholl anche se rimasero formalmente sotto il controllo della Norvegia. Questi a loro volta vennero sostituiti dalla famiglia del Conte di Strathearn e più tardi da Henry Sinclair I, conte delle Orcadi che portò il contado intero sotto il dominio della Scozia.
Il primo conte delle Orcadi di cui si ha conoscenza è Ragnvald Eysteinsson che morì attorno all'890, i successivi conti, fino al 1232, furono tutti, con una sola eccezione, discendenti suoi o del fratello Sigurd Eysteinsson.

## I conti delle Orcadi di stirpe norvegese
- Ragnvald Eysteinsson, IX secolo
- Sigurd Eysteinsson, IX secolo, fratello del precedente
- Guthorm Sigurdsson, in carica attorno all'890
- Hallad Rognvaldsson, in carica fra l'891 e l'893
- Einarr della Torba, in carica tra il 893/895 e 910/920
- Arnkel Turf-Einarsson, in carica coi due fratelli fra il 910/920 e il 954
- Erlend Turf-Einarsson, in carica coi due fratelli fra il 910/920 e il 954
- Þorfinn Fracassacrani, in carica coi due fratelli fra il 910/920 e il 954, poi da solo fino al 963
- Arnfinn Thorfinnsson, figlio maggiore del precedente, in carica fino al 979
- Havard Thorfinnsson, in carica dopo aver assassinato il fratello, tra il 979 e il 980
- Ljot Thorfinnsson, in carica nel 980
- Hlodvir Thorfinnsson, in carica dalla morte del fratello intorno al 980, fino al 988 circa
- Sigurd il Forte, in carica dal 988 circa al 1014
- Brusi Sigurdsson (morto fra il 1030 e il 1035), governò con Einar, Sumarlidi e Thorfinn
- Einar Sigurdsson (morto 1020), governò con Brusi e Sumarlidi
- Sumarlidi Sigurdsson (morto fra il 1014 e il 1018), governò con Brusi ed Einar
- Thorfinn Sigurdsson, governò con Brusi e Rögnvald
- Rögnvald Brusason, (morto 1046), governò con Thorfinn
- Paul ed Erlend Thorfinnsson (morti dopo 1098)
- Sigurd Magnusson, divenne re di Norvegia nel 1103
- Haakon Paulsson
- Magnus Erlendsson
- Harald Haakonsson, (morto dicembre 1131), governò con Paul
- Paul Haakonsson, governò con Harald fra il 1122 e il 1137
- Rögnvald Kali Kolsson, governò con Harald Maddadsson ed Erlend
- Harald Maddadsson governò con Rögnvald, Erlend ed Harald Eiriksson
- Erlend Haraldsson, governò con Harald Maddadsson fra il 1151 e il 1154
- Harald Eiriksson governò con Harald Maddadsson fra il 1191 e il 1194
- David Haraldsson, governò con Heinrik e Jon fra il 1201 e il 1214
- Heinrik Haraldsson, governò con David e Jon dal 1206 a prima del 1231
- Jon Haraldsson, governò con David and Heinrik dal 1206 a prima del 1231

## I conti scozzesi sotto il dominio norvegese
Nel 1236 a Magnus, figlio di Gille Críst, Conte di Angus, venne donato il contado delle Orcadi da Haakon IV di Norvegia.
- Magnus II, Conte delle Orcadi (1180 circa-1239)
- Gille Brigte, governò dal 1239 a data ignota
- Gille Brigte, governò fino al 1256
- Magnus III, Conte delle Orcadi, governò dal 1256 al 1273
- Magnus Magnusson, Conte delle Orcadi, governò dal 1273 al 1284
- Jón Magnússon, Conte delle Orcadi, governò dal 1284 al 1300 circa
- Magnús Jónsson, Conte delle Orcadi, governò dal 1300 circa al 1322

Qualche tempo dopo la morte di Magnús Jónsson il contado venne dato a Maol Íosa V, Conte di Strathearn (morto 1350), parente alla lontana del primo Gille Brigte. Maol Íosa governò le Orcadi e Caithness dal 1331 al 1350 e quando morì lasciò diverse figlie, ma nessun figlio maschio così il contado passò al genero Erengisle Suneson, Conte delle Orcadi (morto 26 dicembre 1392). Il contado di Caithness passò a un altro dei suoi generi, Alexander de l'Ard, che lo governò fino al 1375 anno in cui questi finì entro i beni della corona di Scozia.
Nel 1379 il contado delle Orcadi, ora privato del Caithness, venne dato a un altro dei generi di Maol, Henry Sinclair I, conte delle Orcadi, per volere di Haakon VI di Norvegia, egli lo resse fino al 1401. A lui successe il figlio Henry e poi il figlio di questi William Sinclair, I conte di Caithness (1410-1484) cui venne ridato il contado di Caithness da Giacomo II di Scozia nel 1455. Successivamente le Shetland e le Orcadi vennero date in pegno quale dote per Margrete di Danimarca che andò in sposa a Giacomo III di Scozia nel 1470.
- Maol Íosa V, conte di Strathearn (morto 1350)
- Erengisle Suneson, conte delle Orcadi (morto 26 dicembre 1392)
- Alexander de l'Ard, governò solo il Caithness
- Henry Sinclair I, conte delle Orcadi
- Henry II Sinclair, Conte delle Orcadi (1375circa-1422)
- William Sinclair, I conte di Caithness (1410-1484)

## I conti scozzesi
Dal 1476 in poi il contado finì nelle mani della corona e lì rimase fino al 1567 quando, venendo trasformato in ducato, venne dato a James Hepburn, IV conte di Bothwell, marito di Maria Stuarda. Nello stesso anno egli venne privato del titolo quando sua moglie venne costretta ad abdicare al trono.
Il contado venne nuovamente ricreato per Robert Stewart, I conte delle Orcadi (1533-4 febbraio 1593), figlio illegittimo di Giacomo V di Scozia, gli successe il figlio Patrick cui venne sottratto nel 1614.
L'ultima creazione avvenne per l'uomo che divenne il primo Feldmaresciallo britannico, George Hamilton, I conte delle Orcadi, figlio a sua volta di William Douglas, duca di Hamilton. Attraverso i vari matrimoni il titolo passò alla famiglia O'Brian, poi ai Fitzmaurice e infine ai St.John a cui appartiene attualmente.
Hamilton venne creato conte nel 1696 insieme ai titoli sussidiari di Signore di Dechmont e Visconte di Kirkwall. Come detto egli era figlio di William Douglas e Anne Hamilton, III duchessa di Hamilton e il titolo venne creato in modo che potesse passare sia attraverso la linea femminile che quella maschile. Infatti Hamilton venne succeduto dalla figlia Anne che aveva sposato un suo primo cugino William O'Brien, IV conte di Inchiquin (1700-18 luglio 1777), ella a sua volta venne succeduta dalla figlia Mary che era andata in moglie a un secondo cugino (nipote del conte di Inchiquin), Murrough O'Brien, I marchese di Thomond (1726-10 febbraio 1808).
Alla sua morte il titolo passò ancora a una donna, Mary, che aveva sposato l'Honarauble Thomas Fitzmaurice, fratello minore del primo ministro William Petty, II conte di Shelburne. Alla sua morte le successe il nipote Thomas Fitzmaurice che sedette alla Camera dei lord dal 1833 al 1874, stessa carica che investì suo figlio e successore George dal 1885 al 1889. Questi morì senza figli e il titolo andò al nipote Edmund e poiché nemmeno lui lasciò eredi il nono conte fu Cecil O'Brien, bisnipote di Frederick Fitzmaurice, terzogenito del quinto conte Thomas Fitzmaurice. Quando anch'egli morì senza figli il titolo andò a Oliver St.John, suo terzo cugino, anch'egli discendente per via materna dal quinto conte. L'attuale conte delle Orcadi vive in Canada e insegna all'Università di Manitoba.
- George Hamilton, I conte di Orkney
- Anne O'Brien, II contessa delle Orcadi (1696-6 dicembre 1756)
- Mary O'Brien, III contessa delle Orcadi (1721circa-1791)
- Mary Fitzmaurice, IV contessa delle Orcadi (4 settembre 1755-30 dicembre 1831)
- Thomas Fitzmaurice, V conte delle Orcadi (8 agosto 1803-16 maggio 1877)
- George Fitzmaurice, VI conte delle Orcadi (6 maggio 1827-21 ottobre 1889)
- Edmond Fitzmaurice, VII conte delle Orcadi (1867-1951)
- Cecil Fitzmaurice, VIII conte delle Orcadi (3 luglio 1919-5 febbraio 1998)
- Oliver St.John, IX conte delle Orcadi (1938)